# Peter Tomich
Petar Herceg Tonić (later verengelst als Peter Tomich; Ljubuški, 3 juni 1893 - 7 december 1941) was een zeeman van de Amerikaanse marine van Kroatische afkomst die de hoogste onderscheiding van het Amerikaanse leger ontving, de Medal of Honor, voor zijn acties in de Tweede Wereldoorlog.

## Biografie
Tomich was een etnisch Kroaat uit Herzegovina geboren als Petar Herceg (bijnaam familie 'Tonić') in Prolog nabij Ljubuški, tijdens het Oostenrijks-Hongaars bestuur van Bosnië en Herzegovina. Hij emigreerde in 1913 naar de Verenigde Staten en trad in 1917 toe tot het Amerikaanse leger.

### Eerste Wereldoorlog
Tomich diende in het Amerikaanse leger tijdens Eerste Wereldoorlog, en meldde zich aan bij de Amerikaanse marine in 1919, waar hij aanvankelijk diende op de torpedobootjager USS Litchfield (DD-336).

### Tweede Wereldoorlog
In 1941 was hij Chief onderofficier stoker aan boord van het training- en doelschip USS Utah (BB-31 6) geworden. Op 7 december 1941, terwijl het schip in Pearl Harbor lag, afgemeerd voor Ford Island, werd ze getorpedeerd tijdens de Japanse aanval op Pearl Harbor. Tomich had dienst in een stookruimte. Toen 'Utah' begon te kapseizen, bleef hij beneden, om de stoomketels te beveiligen en ervoor te zorgen dat andere mannen konden ontsnapten en hij zo zijn leven verloren. Voor zijn 'voortreffelijk gedrag en buitengewone moed' in die tijd ontving hij postuum de Medal of Honor. Zijn Medal of Honor was te zien op de Senior Enlisted Academy van de marine (Tomich Hall). 
Later werd de onderscheiding uitgereikt aan de familie van Tomich op het vliegdekschip USS Enterprise (CVN-65 6) in de zuidelijke Adriatische stad Split in Kroatië, op 18 mei 2006, vierenzestig jaar nadat de Amerikaanse president Franklin Delano Roosevelt het hem had toegekend.